# Cornwallis’ Rückzug
1792

Porrentruy – Marquain – Quiévrain – Verdun – Thionville – Valmy – Lille – Mainz (1792) – Jemappes
1793

Aldenhoven I – Namur – Neerwinden – Mainz (1793) – Famars – Valenciennes (1793) – Arlon (1793) – Hondschoote – Meribel – Avesnes-le-Sec – Pirmasens – Toulon – Fontenay-le-Comte – Cholet – Lucon – Trouillas – Dünkirchen – Le Quesnoy – Menin I – Wattignies – Weißenburg I – Biesingen – Kaiserslautern I – Weißenburg II
1794

Boulou – Landrecis – Menin II – Mouscron – Martinique – Guadeloupe – Tourcoing – Tournai – Kaiserslautern II – San-Lorenzo de la Muga – 13. Prairial – Fleurus – Kaiserslautern III – Vosges – Aldenhoven II
1795

Cornwallis’ Rückzug – Genua – Groix – Hyeres – Handschuhsheim – Mainz (1795) – Mannheim – Loano
1796

Montenotte – Millesimo – Dego – Mondovì – Lodi – Borghetto – Castiglione – Mantua – Siegburg – Altenkirchen – Wetzlar – Kircheib – Kehl – Kalteiche – Friedberg  – Malsch – Neresheim – Sulzbach – Deining – Amberg – Würzburg – Neufundland – Rovereto – Bassano – Limburg – Biberach I – Emmendingen – Schliengen – Caldiero – Arcole – Irland
1797

Fall von Kehl – Rivoli (1797) – St. Vincent – Diersheim – Santa Cruz – Neuwied – Camperduin
Cornwallis’ Rückzug war ein Seegefecht während des Ersten Koalitionskrieges, bei dem ein Geschwader der Royal Navy, bestehend aus fünf Linienschiffen und zwei Fregatten, von einer viel größeren Flotte der Franzosen, bestehend aus 12 Linienschiffen und 11 Fregatten, angegriffen wurde. Die Aktion fand am 16. und 17. Juni 1795 vor der Westküste der Bretagne statt.
Ein britisches Flottengeschwader unter Vizeadmiral William Cornwallis operierte seit dem 7. Juni vor der Bretagne. In der folgenden Woche griff er einen französischen Handelskonvoi an und kaperte mehrere Schiffe. Daraufhin führte Vizeadmiral Villaret de Joyeuse die französische Hauptflotte aus dem Hafen, um die Briten anzugreifen. Cornwallis, der zahlenmäßig weit unterlegen war, versuchte, in den Atlantik zu entkommen, während die französische Flotte ihn verfolgte. Am Morgen des 17. Juni kam die französische Vorhut in Reichweite der Briten. Cornwallis war nicht gewillt, seine Nachhut aufzugeben und startete mit dem Rest seines Geschwaders einen Gegenangriff.
Der entschlossene Widerstand von Cornwallis und die Signale seines Geschwaders an eine Gruppe unbekannter Schiffe, die in der Ferne gesichtet wurden, veranlassten Villaret de Joyeuse zu der Annahme, dass sich die britische Kanalflotte näherte. Villaret brach daher am Abend des 17. Juni die Schlacht ab und befahl seinen Schiffen, sich zurückzuziehen. Dadurch konnte Cornwallis entkommen und sicher in den Hafen von Plymouth zurückkehren. Villaret zog sich auf einen Ankerplatz vor Belle-Île zurück, in der Nähe des Marinestützpunkts von Brest. Dort wurde die französische Flotte am 22. Juni von der britischen Kanalflotte entdeckt und in der darauf folgenden Seeschlacht bei der Île de Groix besiegt.

## Vorgeschichte
Anfang Sommer 1795 befanden sich Großbritannien und Frankreich seit mehr als zwei Jahren im Krieg. Die Royal Navy hatte in dieser Zeit die Kontrolle über den Golf von Biskaya erlangt. Die Briten, zunächst unter der Führung von Richard Howe und dann von Alexander Hood, unterhielten von ihren Stützpunkten in Plymouth, Portsmouth und Torbay eine wirksame Fernblockade gegen die französischen Marinestützpunkte im Atlantik. Die Schäden, die die französische Atlantikflotte in dieser Zeit erlitten hatte, konnten erst im Juni 1795 vollständig behoben werden. Dennoch gelang es den Franzosen immer wieder durch die Blockade zu schlüpfen.
Im Mai 1795 schickte der französische Befehlshaber Vizeadmiral Villaret de Joyeuse ein Geschwader aus drei Linienschiffen und mehreren Fregatten unter Konteradmiral Jean Gaspard de Vence nach Bordeaux. Sie hatten den Auftrag, einen Konvoi von Handelsschiffen mit Wein und Brandy nach Brest zu eskortieren. Die Briten reagierten darauf, indem sie am 30. Mai ein Geschwader bestehend aus den Linienschiffen HMS Royal Sovereign, HMS Mars, HMS Triumph, HMS Brunswick und HMS Bellerophon sowie den Fregatten HMS Phaeton und HMS Pallas unter dem Kommando von Vizeadmiral William Cornwallis nach Brest entsandte.  Als Vences Konvoi am 8. Juni die befestigte Insel Belle-Île an der südlichen Küste der Bretagne passierte, wurde er von Cornwallis entdeckt. Vence befahl seinen zahlenmäßig unterlegenen Schiffen, sich hinter den Batterien von Belle-Île in Sicherheit zu bringen und nach einem kurzen Scharmützel zog Cornwallis seine Truppen mit acht gekaperten Handelsschiffen zurück.
Nachdem man in Brest die Nachricht von Vence Situation erhalten hatte stach, Villaret de Joyeuse am 12. Juni in See um, ihn zu befreien. Am 15. Juni entdeckte die Französische Flotte Vence Geschwader vor der Île de Groix, dem sich de Joyeuse anschloss.
Cornwallis der in der Nacht auf den 16. Juni auf der Suche nach Vence in die Region zurückkehrt war, wurde am Morgen des 16. Juni um 10:30 Uhr von den Franzosen gesichtet. Als Villaret seine zahlenmäßige Überlegenheit erkannte, befahl er den sofortigen Angriff. Cornwallis, der lediglich Vence erwartete entsandte die Phaeton, um die Situation auszukundschaften.

## Der Rückzug
Die Phaeton signalisierte Cornwallis, dass die französische Flotte aus 30 Schiffen bestehe. Da die Phaeton aber nicht zurückkehrte, um sich Cornwallis wieder anzuschließen, schloss dieser daraus, dass die französischen Schiffe zwar zahlreicher als seine eigenen, aber von geringerer Stärke seien. Aufgrund dieser Fehleinschätzung befahl Cornwallis, der nur die Segel aber nicht die kompletten Schiffe sehen konnte, seinem Geschwader auf die französische Flotte zuzusteuern. Als Cornwallis um 11:00 Uhr die genaue Zusammensetzung von Villarets Flotte und damit seinen Irrtum erkannte, erteilte er seinem Geschwader den Befehl, nach Südwesten mit Steuerbordhalsen abzudrehen. Daraufhin nahm Villaret die Verfolgung auf und nutzte den auffrischenden Wind, um zu den Briten aufzuschließen.
Um 14:00 Uhr teilte Villaret seine Flotte in 2 Abteilungen, wobei eine Division nach Norden segelte, um die vom Land kommende Brise auszunutzen, während die andere den Kurs nach Süden beibehielt. Gegen 18:00 Uhr drehte der Wind in nördliche Richtung und ermöglichte es der nördlichen Division, das britische Geschwader zu umschiffen und der südlichen Division, sich vor ihm zu positionieren. Somit lag das britische Geschwader nun direkt zwischen ihnen von beiden französischen Divisionen etwa 9 Seemeilen (17 km) entfernt.
Während die Franzosen die Verfolgung in der Nacht fortsetzten, hatte die HMS Bellerophon und die HMS Brunswick Probleme mit den restlichen Schiffen mitzuhalten. Um ihre Geschwindigkeit zu erhöhen, warfen die Mannschaften die Anker, Boote und einen Großteil des Proviants über Bord.
Bis zum Morgengrauen hatte Villaret seine Streitkräfte weiter aufgeteilt und eine Luvdivision mit drei Linienschiffen und fünf Fregatten, eine Mitteldivision mit fünf Linienschiffen und vier Fregatten und eine Leedivision mit vier Linienschiffen, fünf Fregatten und drei kleineren Schiffen gebildet. Von diesen befand sich die Luvdivision am nächsten an Cornwallis Geschwader und um 9 Uhr begann das führende französische Schiff Zélé das Feuer auf die HMS Mars zu eröffnen. Die Mars erwiderte das Feuer mit ihren Jagdgeschützen, konnte aber nicht verhindern, dass sich die Virginie Backbord querab positionierte und mehrere Breitseiten auf die Mars abfeuerte. Die übrigen französischen Fregatten hielten sich in Luv der Briten, ohne sich ihnen zu nähern. Aus Sorge um die immer noch zurückliegende Bellerophon, die sich in der Nähe des sich entwickelnden Gefechts befand, ließ sich die Royal Sovereign zusammen mit der Triumph, zurückfallen, um es der Bellerophon zu ermöglichen, sich an die Spitze zu setzen.
Nach dieser Neuordnung befand sich das gesamte britische Geschwader nun in Reichweite der führenden französischen Schiffe, die alle auf Villarets vorrückende Linie feuerten. Für die nächsten drei bis vier Stunden feuerten die französischen Schiffe, darunter die Droits de l’Homme, die Formidable und die Tigre, wiederholt auf die britische Nachhut. Schließlich begann die Mars, die bereits erhebliche Schäden an Deck zu verzeichnen hatte, nach Lee abzufallen.
Als Cornwallis dies bemerkte, gab er dem Schiff das Signal, den Kurs nach Steuerbord zu ändern, d. h. sich von der französischen Leedivision zu entfernen. Daraufhin schwenkte er mit der Royal Sovereign gefolgt von der Triumph, nach Süden und bestrich die führenden französischen Schiffe mit einer Reihe von Breitseiten. Das Sperrfeuer der Royal Sovereign veranlasste die vier französischen Schiffe, die sich der Mars näherten, zum Rückzug. Unter unregelmäßigem Beschuss zog sich nun die gesamte französische Flotte zurück, bis sie gegen 18:10 Uhr das Feuer komplett einstellte.
Um 18:40 Uhr befahl Villaret seinen Schiffen, die Segel zu reffen und nach Osten abzudrehen. Obwohl der Befehl zum Abbruch der Aktion im Nachhinein viel diskutiert wurde, war der Grund für Villarets Rückzug das Vorgehen der Phaeton, die Cornwallis am frühen 17. Juni als Aufklärer vor das Geschwader geschickt hatte. Nachdem sie einige Meilen voraus gesegelt war, signalisierte sie für die Franzosen gut sichtbar das Auftauchen von weiteren britischen Schiffen aus nordwestlicher Richtung. Da Villaret wusste, dass sich keinerlei weitere französische Einheiten in diesen Gewässern befanden, musste er annehmen, dass die Phaeton die Kanalflotte ausgemacht hatte.
Nachdem die Franzosen die Verfolgung abgebrochen hatten, segelten die Briten nach Norden und durch den Ärmelkanal nach Plymouth zurück. Die Schiffe von Cornwallis’ Geschwader hatten alle Schäden erlitten, insbesondere die Triumph und die Mars. Die Verluste waren jedoch gering, mit nur 12 Verwundeten auf der Mars. Die französische Flotte wurde während des Gefechts nur leicht beschädigt und hatte nur leichte Verluste von 29 Gefallenen und Verwundeten zu verzeichnen. Villaret setzte die Flottenpassage in Richtung Osten fort, umrundete die Landspitze von Penmarch und erreichte die Bucht von Audierne auf dem Weg nach Norden in Richtung Brest. Kurz darauf wurde die Region von einem heftigen, 27 Stunden andauernden Sturm heimgesucht, der die französische Flotte nach Süden trieb und sie über die Küstenlinie verstreute. In den folgenden Tagen konnte Villaret seine Flotte in der Bucht von Belle-Île, wo Vence am 8. Juni vor Anker gelegen hatte, neu formieren. Als die Flotte vollständig versammelt war, gab Villaret erneut den Befehl, nach Norden zu segeln, um Brest zurückzuerobern.

## Nachwirkungen
In Frankreich wurde Villaret für das Scheitern seines Angriffs gegen Cornwallis Geschwader eine Reihe von Faktoren angelastet, darunter der Vorwurf, die Kommandanten der französischen Schiffe, die den Angriff anführten, hätten Befehle absichtlich missachtet und seien nicht in der Lage gewesen, ihre Schiffe wirksam zu manövrieren. Mehrere der anwesenden französischen Offiziere betonten außerdem, dass es sich bei den Segeln am nordwestlichen Horizont in Wirklichkeit um Admiral Hoods Flotte gehandelt habe und dass dies der einzige Faktor gewesen sei, der sie dazu veranlasst habe, sich zurückzuziehen. Villaret wies einen Großteil der Schuld Jean Magnac dem Kommandanten der Zélé zu, den er beschuldigte, sich vorzeitig aus vom Kampfgeschehen zurückgezogen und Befehle ignoriert zu haben. Magnac wurde später vor ein Kriegsgericht gestellt und aus der französischen Marine entlassen.
In Großbritannien wurde die Schlacht als eine der bemerkenswertesten Aktionen in den ersten Jahren des Konflikts gefeiert. In einem Brief an die Admiralität schrieb Cornwallis:

„In der Tat werde ich niemals den Eindruck vergessen, den das gute Verhalten der Kapitäne, Offiziere, Seeleute, und Marinesoldaten des Geschwaders auf mich gemacht hat. Und es war die größte Freude, die ich je empfing, den Geist zu sehen, den die Männer an den Tag legten, die, anstatt niedergeschlagen zu sein, als sie sahen, dass dreißig feindliche Schiffe unser kleines Geschwader angriffen, in der höchsten Stimmung waren, die man sich vorstellen kann.“

Cornwallis erhielt den Dank beider Kammern des Parlaments, fiel aber im Oktober 1795 bei der Admiralität in Ungnade wurde 1796 vor ein Kriegsgericht gestellt und getadelt. 1796 trat er zunächst in den Ruhestand, doch 1801 erhielt er von John Jervis das Kommando über die Kanalflotte und leitete in den folgenden fünf Jahren die Blockade der französischen Atlantikflotte.